# Философия русского зарубежья
Философия русского зарубежья — обозначение периода в русской философии, последовавшего после высылки ряда выдающихся русских философов из Советской России в Германию на т. н. «философском пароходе» в 1922 году. Это направление русской философии сохранило религиозный уклон (интуитивизм) и приобрело ярко выраженный антисоветизм. Одни философы русского зарубежья остались в Германии (Иван Ильин), другие перебрались во Францию (Николай Бердяев) и Чехословакию (Николай Лосский). Отдельного внимания заслуживает философия евразийства (П. Савицкий и др.).
К 1950-м гг. философия русского зарубежья сходит на нет. Однако после краха СССР труды представителей этого направления начинают свободно издаваться в России (ограниченным тиражом с грифом «рассылается по специальному списку» в СССР в 1954 была издана «История русской философии» Н. О. Лосского, а в 1956 — «История русской философии» В. В. Зеньковского).

## Идейная основа
Русская интеллигенция, покинувшая страну на «философском пароходе» и позже, в большинстве своём полагала, что увезла с собой культурные традиции России. Общим для большинства было антисоветское настроение. Философы и деятели искусства, учёные считали, что советский строй уничтожил русскую мысль и культуру, и что освобождение России от него должно носить не только политический, но и культурный характер. Одним из немногих, кто выступал не только против большевизма, но и против антибольшевизма, был Н. А. Бердяев. Он признавал обе эти идеи одинаково ограниченными. В эмиграции философ занимался активной деятельностью, выступал сторонником русской идеи. Бердяев пытался найти в истории России причины, по которым она так живо восприняла коммунистические идеалы. Кроме того, после высылки Бердяев гораздо больше углубился в проблему личности человека.
Оказавшись высланными за границу, русские философы получили опыт сравнения русской и западной философии в самом наглядном виде. Именно за рубежом такие мыслители как Бердяев, Лосский, Ильин, Зеньковский и др. начали ещё активнее говорить о русской идее. Ильин также призывал русских философов отказаться от подражания западной традиции, делая акцент на самобытности русской философии, её неповторимости. Оказавшись в эпицентре развития философской мысли, русские эмигранты начали активно осмыслить и во многом критиковать современную на тот момент западную философию. Так, С. Л. Франк указывал на тупиковость идей самого Хайдеггера, говоря о том, что его философские заключения способны лишить человека какой-либо мотивации и надежды, так как последний предлагал крайне сомнительный, по мнению русского мыслителя, смысл человеческого бытия. Сам же Франк в качестве альтернативы предлагал соборность как основание и подлинный смысл человеческой жизни. Как будто бы следуя наставлению Ильина, Франк критиковал принятие человеческого «я» как смысла жизни каждого человека. Он предлагал вместо этого именно русскую идею совместного бытия людей, в котором каждый совершает нечто на благо другого, все имеют единую высшую духовную цель, но при этом каждый сохраняет свою индивидуальность.

## Труды русских философов в эмиграции
Среди опубликованных в эмиграции книг Н. А. Бердяева следует назвать «Новое средневековье» (1924), «О назначении человека. Опыт парадоксальной этики» (1931), «О рабстве и свободе человека. Опыт персоналистической философии» (1939), «Русская идея» (1946), «Опыт эсхатологической метафизики. Творчество и объективация» (1947). Посмертно были опубликованы книги «Самопознание. Опыт философской автобиографии» (1949), «Царство Духа и царство Кесаря» (1951) и др.